# Urban Weber

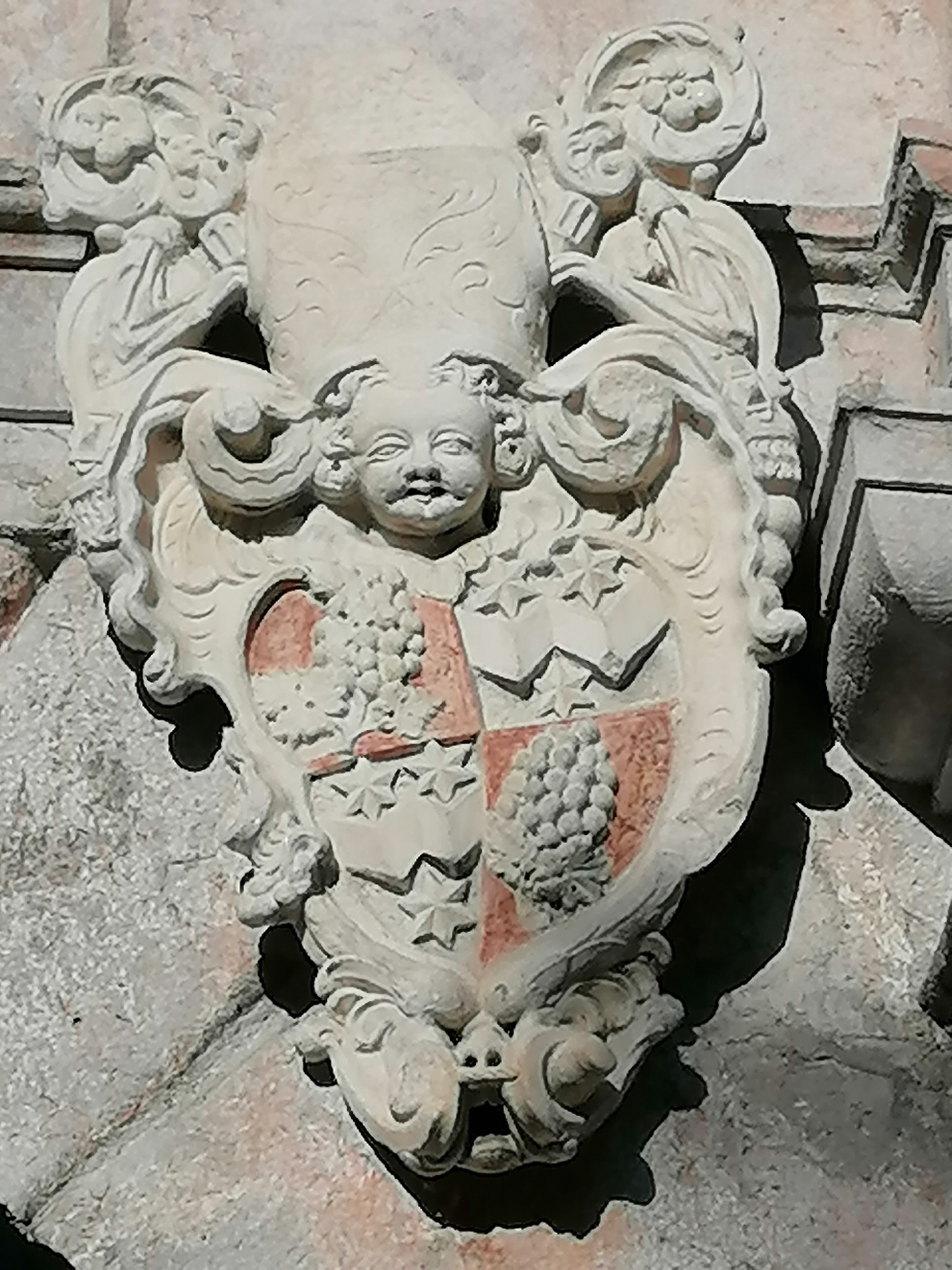
Wappen des Abtes Urban Weber

Urban Weber, OSB, auch (latinisiert) Urban Textor (* 1599 in Böhmisch Krumau; † 3. Jänner 1659 in Graz), war ein salzburgischer römisch-katholischer Geistlicher und von 1628 bis 1659 Abt der Benediktinerabtei St. Blasius zu Admont.

## Leben und Wirken

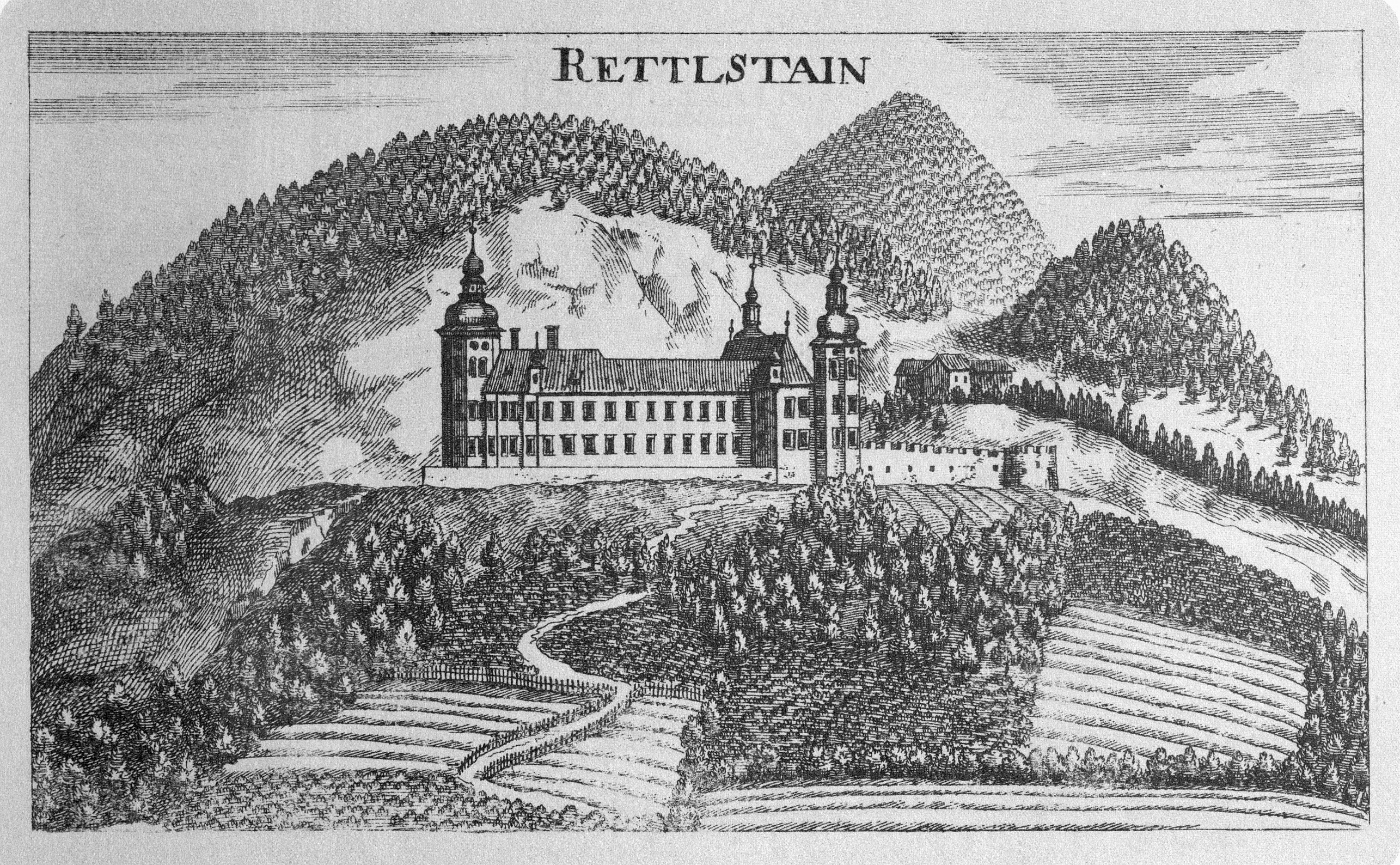
Schloss Röthelstein (1681)

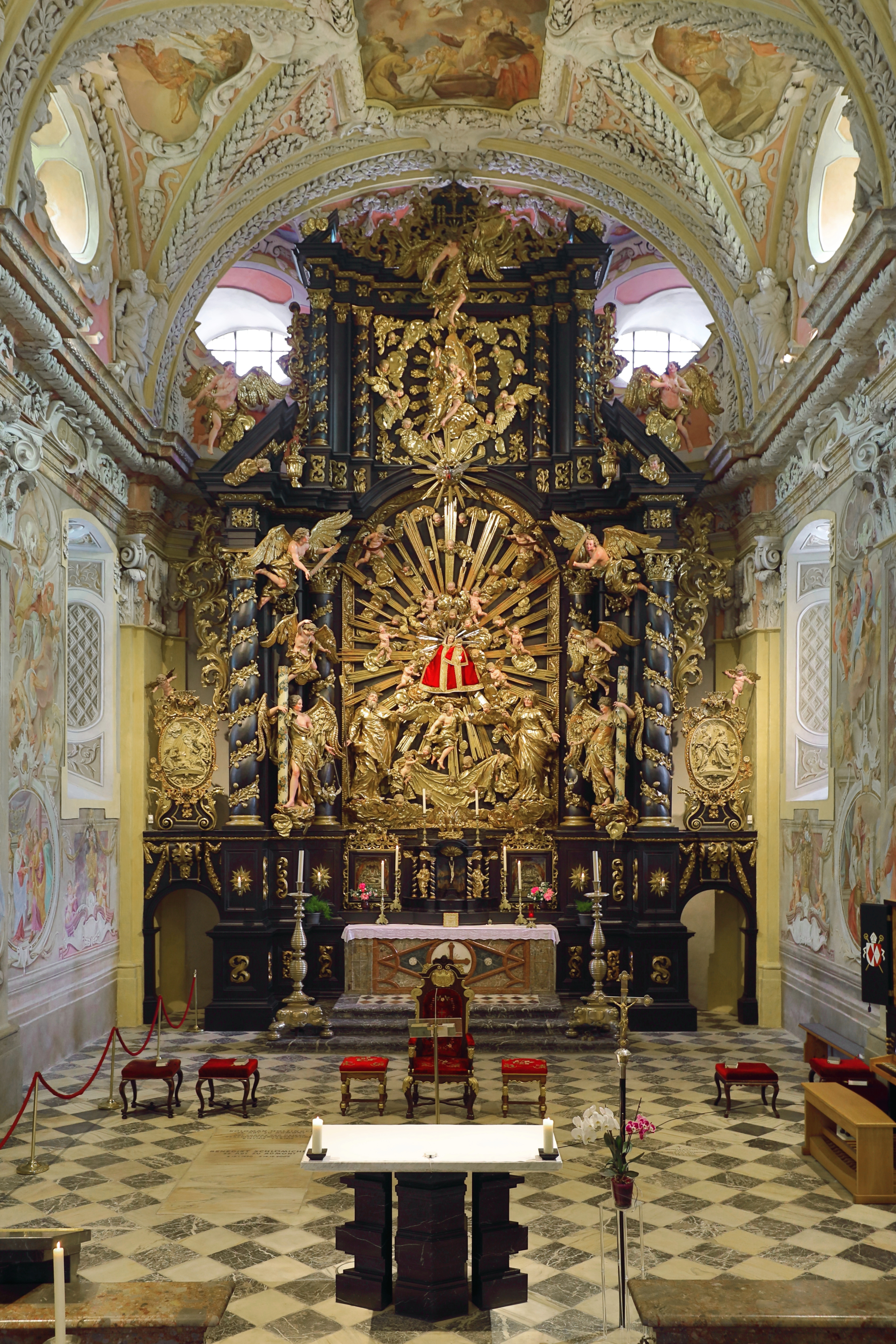
Hochaltar von Frauenberg

Der 1618 in das Stift Admont eingetretene Urban Weber studierte an der Jesuitenuniversität Graz und an der Benediktineruniversität Salzburg, bevor er 1625 zum Prior und 1628 zum Abt des Stifts ernannt  wurde. Abt Urban Weber wurde Präses der 1641 innerhalb der Österreichischen Benediktinerkongregation gegründeten Salzburger Benediktinerkongregation.
Während seiner Amtszeit, die größtenteils mit dem Dreißigjährigen Krieg zusammenfiel, setzte Urban Weber die Bauprojekte seines Vorgängers Matthias Preininger, namentlich die Umgestaltung des Stiftskirche und der Klostergebäude, fort. So entstanden im Stift ein mit den vergoldeten Statuen von acht habsburgischen Fürsten ausgestatteter „Steinerner Saal“ und ein Bibliothekssaal. 1637 begann der Umbau der 1629 erworbenen Burg Strechau, wo der Arkadenhof entstand, 1638 der Ausbau von Schloss St. Martin, 1653 der Pfarrhof der Wallfahrtskirche Frauenberg an der Enns und 1655 der Bau von Schloss Röthelstein als Sommerresidenz der Äbte und, in Kriegszeiten, als ein „nahes und schützendes Dach für die Konventualen“ oberhalb von Admont. Die Pfarrkirche Admonts, die Amanduskirche, erhielt unter ihm ein neues Kirchenschiff. In der Wallfahrtskirche Frauenberg stiftete Abt Urban 1648 den von Christoph Paumgartner geschaffenen schwarzgebeizten Hochaltar, dessen Aufbau vier bebluembt gewundtene Seilln, zwischen deren zwey Engl mit Rauchfässl, oben an dem Haubtgesimbs ein Gangl mit draten Seilln [gedrehten Säulen], an den vier Eggen Postamentl und vier Engl darauf, die das Leiden Christi präsentieren, auf der obristen Khupel ain Christkhindl zeigte. 
Besondere Verdienste erwarb sich Urban Weber um den Ausbau der Stiftsbibliothek Admont, bei der er die Unterstützung des Universalgelehrten Gabriel Bucelinus aus der schwäbischen Abtei Weingarten erhielt. Unter Urban Weber leistete der Seidensticker Benno Haan 1656 seine Profess im Stift Admont; in seinem Auftrag schuf er 1657 die Paramente des reichverzierten sogenannten Schutzengelornats.
Auch in sozialer Hinsicht zeigte sich Abt Urban engagiert, indem er 1637 zur Linderung der Kriegsnot im zum Stift gehörenden niederbayrischen Elsendorf „Zug- und Melkvieh“ an die dortigen Bauern verteilen ließ.
Das Wappen Abt Urban Webers zeigt im Geviert jeweils die Traube als Symbol seines als Winzerheiligen verehrten Namenspatrons Sankt Urban sowie einen als Initiale W zu deutenden Doppelsturzsparren zwischen Sternen.